# Bookerprisen
Bookerprisen (eng. Booker Prize for Fiction) uddeles hvert år for den bedste roman skrevet af en borger i Commonwealth eller Irland. Den indstiftedes af grossererfirmaet Booker plc i 1968. For at sikre prisens kvalitet vælges dommerne blandt kritikere, forfattere og akademikere. Siden 2002 har den været kendt som Man Bookerprisen (eng. Man Booker Prize) for at afspejle investeringsfirmaet Man Group plc's sponsorstøtte.
I de første 35 år var der fem år, hvor mindre end seks bøger var nomineret, og to gange (i 1980 og 1981) var der syv nominerede.
Listen over bøger der udgjorde "bruttolisten" blev først frigivet i 2001. I 2003 var der 23 bøger på bruttolisten, i 2002 var der 20, og i 2001 var der 24. Forlag kan indstille bøger til nominering, og dommerne kan opfordre forlag til at indstille bøger. I 2002 blev 110 bøger indstillet, og yderligere 10 blev indstillet efter opfordring.

## Statistik
Andre statistiske fakta om Bookerprisen, (pr. 2003):
- I 35 år er i alt 201 romaner af 134 forfattere blevet nomineret.
- Af de 97 forfattere, der har været nomineret én gang, har 13 vundet prisen, og tre har måttet dele prisen.
- Af de 19 forfattere, der har været nomineret to gange, har syv vundet prisen én gang, og én, J.M. Coetzee, vundet den to gange.
- Af de 10 forfattere, der har været nomineret tre gange, har fire vundet prisen én gang, én har måttet dele prisen, og én, Peter Carey, vundet den to gange.
- Af de fem forfattere, der har været nomineret fire gange, har alle undtagen William Trevor vundet én gang. De andre forfattere der har været nomineret fire gange er: Ian McEwan, Salman Rushdie, Thomas Keneally og Penelope Fitzgerald.
- De to eneste forfattere, der har været nomineret fem gange, er Margaret Atwood (første gang nomineret i 1986, vandt i 2000) og Beryl Bainbridge (nomineret to gange i 1970'erne og tre gange i 1990'erne, men vandt aldrig).
- Kun én forfatter har været nomineret seks gange: Iris Murdoch, der vandt efter sin fjerde nominering i 1978, og var nomineret to gange mere i 1980'erne.

## International pris
En separat international pris introduceres i 2005. Se Man Booker International Prize.